# Афонасково
Афона́сково (рос. Афонасково) — присілок у складі Артинського міського округу Свердловської області.
Населення — 211 осіб (2010, 259 у 2002).
Національний склад станом на 2002 рік: марійці — 88 %.